# Stare Biskupice
Stare Biskupice (letteralmente: "Biskupice vecchia", in contrapposizione alla vicina Nowe Biskupice o "Biskupice nuova"; in tedesco Bischofsee) è un centro abitato della Polonia, frazione della città di Słubice.